# Löcherbach (Asdorf)
Der Löcherbach, auch Locherbach genannt, ist ein 8,1 km langer, rechter Nebenfluss der Asdorf im Siegerland, südliches Nordrhein-Westfalen und nördliches Rheinland-Pfalz, Deutschland.
In topographischen Karten wird der Löcherbach oft als Nebenfluss des Winner(s)bachs (2721884) geführt bzw. sein Unterlauf mit Winnersbach bezeichnet. Indes beträgt dessen Einzugsgebiet am Zusammenfluss der beiden Bäche nur 4,713 km², während das des Löcherbaches bis hierhin 6,801 km² beträgt. Auch in der Länge liegt der Löcherbach mit 5,288 km gegenüber 3,581 km des Winnersbachs deutlich vorne. Entsprechend führen die Wasserwirtschaftsverwaltungen den Löcherbach als Haupt- und den Winnersbach als Nebenfluss.

## Verlauf

### Ober- und Mittellauf
Der Löcherbach entspringt im Nordosten des zum Mittelsieg-Bergland gezählten Morsbacher Berglandes nordöstlich von Freudenberg-Oberstöcken auf einer Höhe von 360 m ü. NHN nahe am Quellgebiet des Wisser Baches. Der Bach tritt bald in das naturräumliche Siegerland ein und fließt überwiegend in südliche Richtungen. Nach ca. 1,9 km Flusslauf überquert der Bach die Landesgrenze zwischen Nordrhein-Westfalen und Rheinland-Pfalz. Der Bach durchfließt als Ortschaften Oberstöcken, Niederstöcken, Locherhof, Harbach und fließt an Winnersbach (östlich) sowie Eicherhof und Hahnhof (westlich) vorbei.

### Unterlauf
Unterhalb von Harbach fließt der Löcherbach auf 235 m ü. NN mit dem von rechts aus dem Kirchener Stadtteil Winnersbach kommenden, namensgebenden Winner(s)bach zusammen (50.85639° N, 7.84635° O). Danach durchfließt der Löcherbach den Tüschebachsweiher, unterhalb dessen die Düsternseifen (Tüschebach) mündet. Der Unterlauf ist zugleich die Ortsgrenze zwischen Niederfischbach im Osten und Kirchen im Westen. Der Löcherbach mündet kurz nach seinem Eintritt in den Giebelwald schließlich von rechts und Norden am Ende seines 8,1 km langen Laufs mit mittlerem Sohlgefälle von etwa 19 ‰ etwa 150 Höhenmeter unterhalb seines Ursprungs in die Asdorf.

## Einzugsgebiet und Zuflüsse
Der Löcherbach entwässert mit 15,190 km² das nach dem Fischbach zweitgrößte Einzugsgebiet aller Asdorf-Nebenflüsse und etwa ein Fünftel des Gesamt-Einzugsgebiets. Mit 8,072 km Länge ist er sogar, noch vor dem Fischbach, längster Nebenfluss.
Folgende Nebenbäche des Löcherbachs sind erwähnenswert:|
| Name              | Lage   | Länge [km] | EZG [km²] | Stationierung, flussabwärts [km] | EZG davor, akkumuliert [km²] | Mündungsort                        | Bemerkungen, Orte                                                                                 | GKZ       |
| ----------------- | ------ | ---------- | --------- | -------------------------------- | ---------------------------- | ---------------------------------- | ------------------------------------------------------------------------------------------------- | --------- |
| Buchenbach        | rechts | 0.777      | 0,630     | 2,399                            | 01,959                       | oberhalb Locherhof                 |                                                                                                   | 272188-16 |
| Bach vom Reckhahn | links  | 1,478      | 0,879     | 3,954                            | 03,620                       |                                    | Wohnplatz Löcherbach                                                                              | 272188-2  |
| Hinhauser Bach    | rechts | 2,194      | 1,371     | 4,751                            | 05,075                       | Harbach                            | Hinhausen                                                                                         | 272188-32 |
| Winnersbach       | rechts | 3,581      | 4,713     | 5,288                            | 06,801                       | zwischen Scheuernhof und Rosenthal | Derlebach (laut Stationierung Waldwiesenbach; 272188-46; links; 2,421 km; 1,173 km²); Winnersbach | 272188-4  |
| Düsternseifen     | rechts | 3,516      | 2,594     | 6,551                            | 11,977                       | Äpfelbach, Wohnplatz Düsternseifen | In der Gewässerstationierung nur 1,492 km lang, s. u.!                                            | 272188-92 |

Die Quellen von Löcherbach, Buchenbach, Hinhauser Bach, Derlebach und Winnersbach liegen auf einer nach Südwesten verlaufenden Linie unmittelbar vor der Wasserscheide zum Wisser Bach. Von dort aus bilden die südostwärts gerichteten Bachläufe ein fächerförmiges Flusssystem. Der östlichste Arm, der Bach vom Reckhahn, kommt demgegenüber von der Wasserscheide zur Plitterschen, bzw. genauer, zum Plittershagener Bach.
Das Einzugsgebiet der Düsternseifen liegt südlich des eigentlichen Fächers und stößt nach Westen ebenfalls an die Wasserscheide zum Wisser Bach. Der als Hauptbach stationierte Lauf, in Rheinland-Pfalz der einzige stationierte, ist mit nur 1,492 km, davon nur 0,661 km außerhalb des Hauptlaufs, der kürzeste und linkeste von dreien. Der längste und zentrale Arm kommt vom Weiler Äpfelbach über den Wohnplatz Düsternseifen und ist zumindest in der NRW-Stationierung als nomineller Nebenbach erfasst. In topographischen Karten ist demgegenüber der südliche Arm als Hauptarm des Tüschebach beschriftet, wozu auch der Name Tüschebachsweiher des auf 229,7 m über NHN gelegenen Weihers an der Mündung passt sowie der Name der Ortslage Tüschebachsmühle.

## Benachbarte Einzugsgebiete
Das Einzugsgebiet des Löcherbachs grenzt, im Uhrzeigersinn gelistet, nach Süden an das des Bachs zum Schloss Junkernthal (auf 1,3 km), der unterhalb in die Asdorf mündet. Von Südwesten bis Nordwesten grenzt es an das des Wisser Bachs (auf 9,0 km), wobei die Wasserscheide bis zum Wohnplatz Engelshäuschen auffällig der Landesstraße Katzwinkel–Friesenhagen und damit der östlichen Gemeindegrenze beider Orte, gleichzeitig Ostgrenze des Wildenburger Landes, folgt, um sich nordöstlich dessen an die Landesgrenze, hier Grenze des Wildenburger Landes zum Siegerland, zu legen. Nach Nordosten grenzt es an das der Plitterschen (auf 3,4 km), nach Osten an das der Hüttenseifen (auf 1,4 km) – beides oberhalb mündende Asdorf-Zuflüsse.